# Konrad Malicki
Konrad Malicki (ur. 25 kwietnia 1929, zm. 1 kwietnia 2011 w Warszawie) – polski lekarz weterynarii, profesor doktor habilitowany nauk weterynaryjnych, specjalista mikrobiologii weterynaryjnej i wirusologii, absolwent (1952) i wykładowca Wydziału Medycyny Weterynaryjnej SGGW w Warszawie, twórca i wieloletni kierownik Zakładu Wirusologii na tymże wydziale. Redaktor prac naukowych. Mąż profesor Elżbiety Malickiej. Pochowany 8 kwietnia 2011 na starym cmentarzu na Służewie.

## Odznaczenia
- Krzyż Kawalerski Orderu Odrodzenia Polski
- Złoty Krzyż Zasługi
- Medal Komisji Edukacji Narodowej
- Odznaka Honorowa Polskiego Towarzystwa Nauk Weterynaryjnych "Merito Pro Societate"
- Złota Odznaka Honorowa "Za Zasługi dla SGGW"[3]

## Wybrana bibliografia autorska
- Materiały pomocnicze do nauczania wirusologii weterynaryjnej (Wydaw. SGGW-AR, Warszawa, 1988)